# Jan Ciszewski

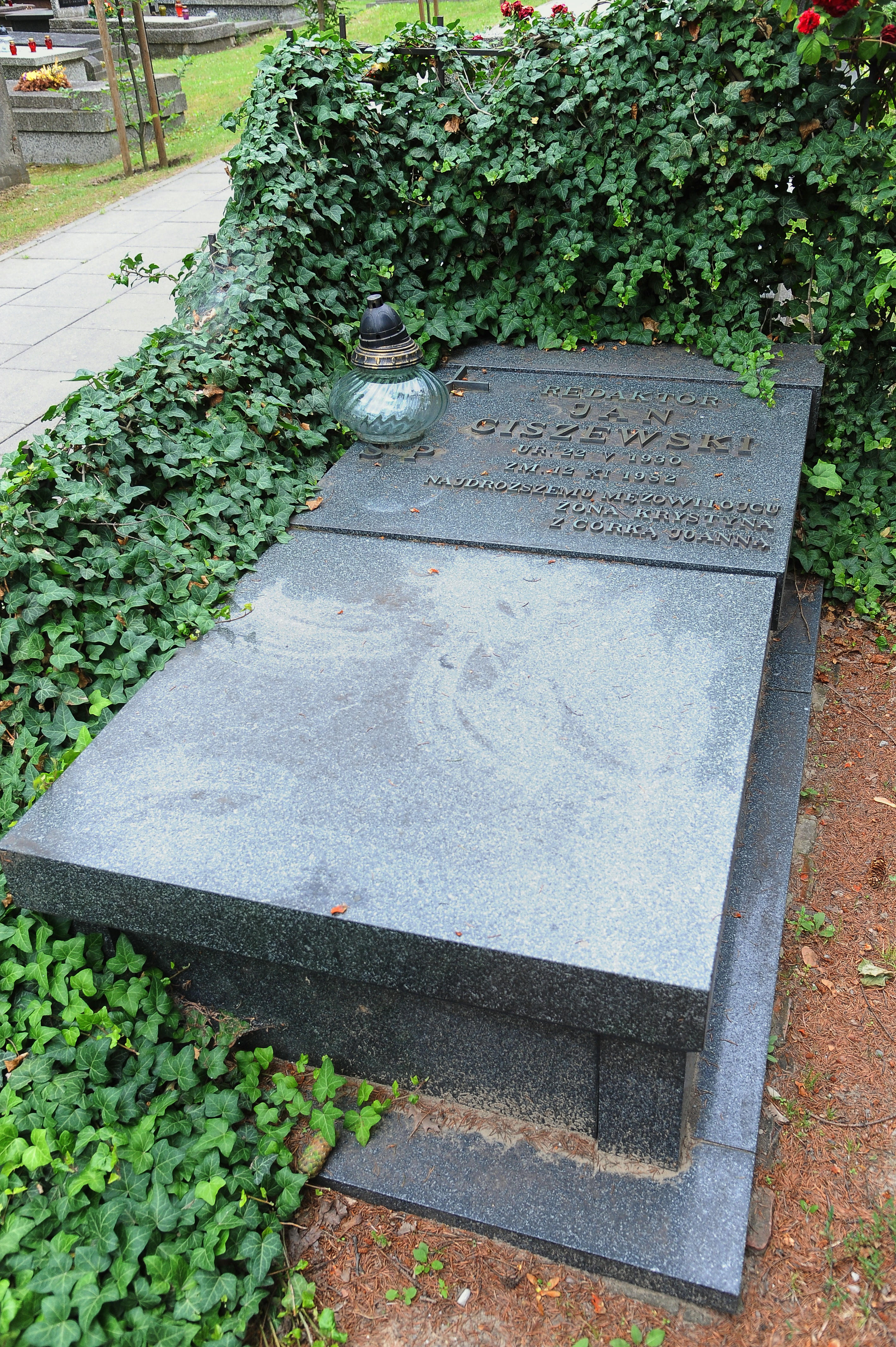
Grób Jana Ciszewskiego na Cmentarzu Wojskowym na Powązkach

Jan Ciszewski (ur. 22 maja 1930 w Sosnowcu, zm. 12 listopada 1982 w Warszawie) – polski dziennikarz i komentator sportowy.

## Życiorys
W wieku kilkunastu lat zaczął uprawiać sport żużlowy, lecz wypadek udaremnił mu czynną karierę sportową. Utykał na prawą nogę, krótszą o 12 centymetrów (według innych źródeł miało to związek częściowo także z chorobą z dzieciństwa). Jego przygoda z komentowaniem widowisk sportowych rozpoczęła się, gdy po ukończeniu szkoły zaczął udzielać się jako stadionowy komentator podczas meczów miejscowej drużyny piłkarskiej. W 1952 otrzymał propozycję pracy od Radia Katowice, zaś 4 lata później pracował dla TVP Katowice. Jego talent komentatorski został dostrzeżony szerzej w latach pięćdziesiątych XX w. podczas zawodów żużlowych w Częstochowie. W tym mieście nawiązał liczne przyjaźnie m.in. z żużlowcem Marianem Kaznowskim. Przez kilka lat miał przerwę w wykonywaniu profesji sprawozdawcy. Za hazard (wyścigi konne, gry karciane) i z nim związane problemy był zawieszony w pracy. Musiał uzupełnić wykształcenie, ponieważ rozpoczął pracę sprawozdawcy nie mając ukończonej szkoły średniej. Ostatecznie zakończył edukację zdaniem matury. W tym czasie był konferansjerem estradowym. Od 1972 wchodził w skład Naczelnej Redakcji Programów Sportowych Telewizji Polskiej w Warszawie.
Zajmował się głównie relacjonowaniem meczów piłki nożnej, w tym w okresie największych sukcesów reprezentacji Polski (mecz z Anglią na Wembley, Mistrzostwa Świata w Piłce Nożnej 1974, MŚ 1978 i MŚ 1982 roku oraz występy Górnika Zabrze (był także jego kibicem) w europejskich pucharach). Towarzyszył też polskim sportowcom podczas innych ważnych wydarzeń, jak np. Letnie IO 1972, LIO 1976 i LIO 1980 roku. Mistrzostwa świata w piłce nożnej w 1982 r. były jego ostatnią imprezą sportową, na którą wyjechał już poważnie chory; mecz o 3. miejsce między Polską a Francją był jego ostatnim komentowanym meczem reprezentacji Polski, a finał mistrzostw – ostatnim w ogóle. Zmarł na raka.
Pochowany został na Cmentarzu Wojskowym na Powązkach (kwatera 23C-1-13). Pozostawił żonę – Krystynę i córkę – Joannę, zwycięską zawodniczkę kolarstwa górskiego.

## Współpraca ze Służbą Bezpieczeństwa PRL
Jan Ciszewski był osobowym źródłem informacji różnych kategorii Milicji Obywatelskiej i Służby Bezpieczeństwa. Komentator był interesujący dla instytucji z racji bycia hazardzistą i kontaktów z szulerami, oraz z częstych wizyt służbowych w krajach kapitalistycznych. Z czasem SB zrezygnowała ze Sprawozdawcy jako współpracownika, uznając, że jest nieszczery.

## Upamiętnienie
W filmie pt. Mysz z 1979 jeden z uczniów w klasie szkolnej parodiuje postać Jana Ciszewskiego komentującego mecz piłkarski reprezentacji Polski.
W latach 1983–2005 rozgrywany był żużlowy Memoriał im. Jana Ciszewskiego.
Jego imieniem w 2007 nazwano szkołę podstawową w Waleńczowie. 19 września 2017 został patronem ulicy na warszawskim Ursynowie. Jego imię nosi także stadion KKS Czarni Sosnowiec oraz stadion Klubu Sportowego Turbacz w Mszanie Dolnej.